# Poissarde

Une paire de poissardes

La poissarde est un type de pendant d'oreille en forme d’anneau ovale renforcé par une entretoise caractéristique. Ces boucles d’oreille sont apparues à Paris dans les classes populaires sous le Directoire puis l’Empire avant d’être adoptées comme bijou traditionnel dans plusieurs régions de France.

## Origine du nom

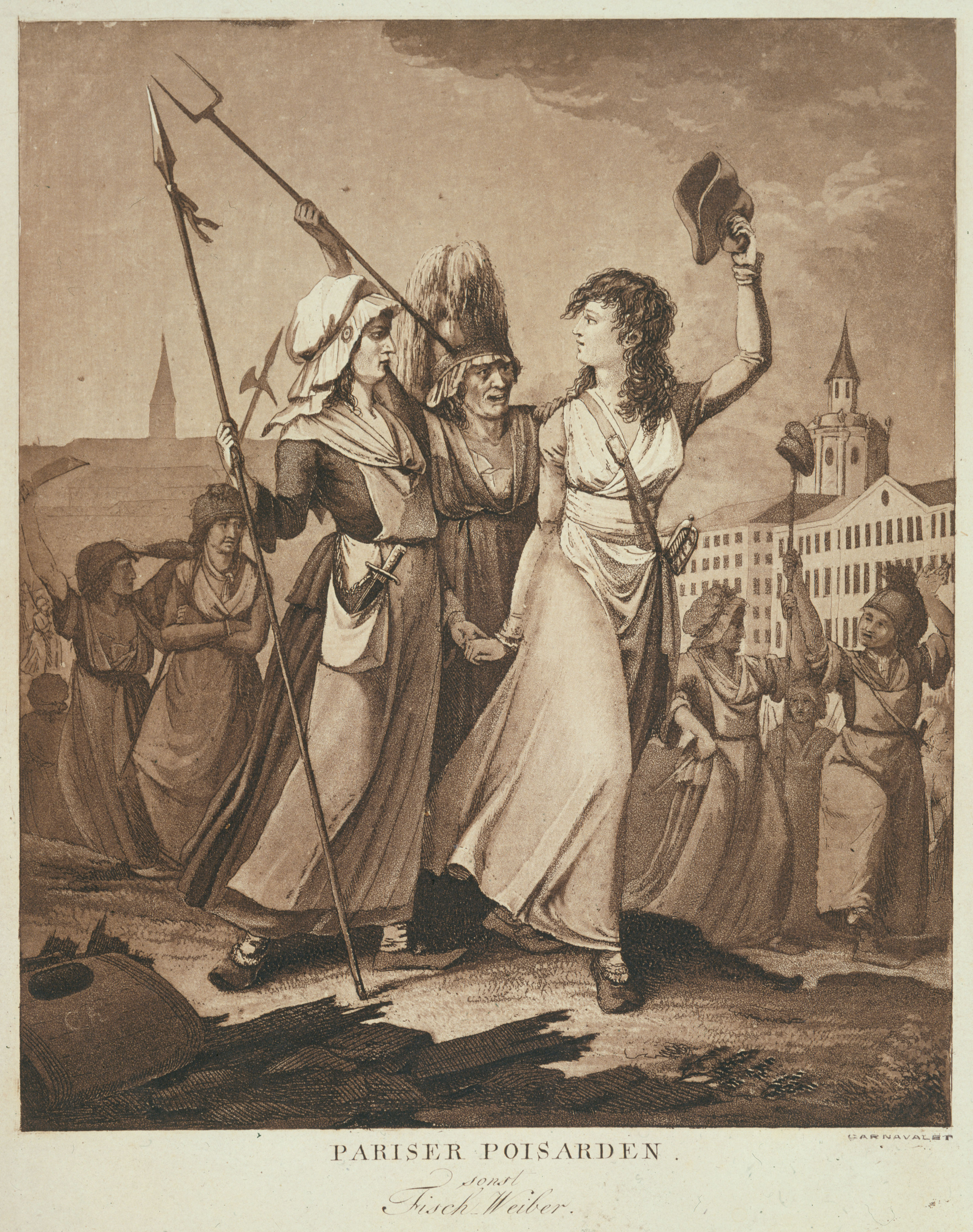
Les poissardes durant la marche sur Versailles.

Bijou d'origine populaire, les poissardes semblent avoir été nommées en référence aux vendeuses de marée des Halles de Paris. Dans le contexte de la Révolution française, ces femmes jouèrent un rôle de premier plan lors des journées des 5 et 6 octobre 1789. Cela participa peut-être à démocratiser ce type de boucles d'oreille.
Traditionnellement, les poissonnières parisiennes portaient des boucles d'oreilles assez volumineuses en coquilles de moules polies. La forme des poissardes seraient lointainement inspirée de ces coquillages, mais adaptée au goût néoclassique de l'époque révolutionnaire.

## Contexte historique
Les poissardes sont contemporaines de la Révolution française, dont les événements eurent de profondes répercussions sur la mode et la joaillerie.
Dès 1789, l'abolition des privilèges et diverses lois mettent fin à la plupart des corporations de métiers, dont celles des orfèvres et des joailliers. Durant la Terreur, toute marque extérieure de richesse devient un signe accusateur d’aristocratie. Les nobles et tous les possédants émigrent, emportant avec eux leur fortune et privant du même coup les joailliers de leurs principaux clients. Le chaos dans lequel est plongé le pays conduit rapidement à une pénurie d’or et de pierres précieuses. Faute de clients et de matières premières, les secteurs du luxe et de la bijouterie s'effondrent.
Avec la Révolution, les nouveaux canons de la mode s'opposent aux codes de l'Ancien Régime: portés par les idées d'égalité et de justice sociale, les bijoux doivent être simples et légers, destinés à flatter la personne sans faire étalage de grande richesse. Les boucles d’oreille, qui jusqu'alors étaient volumineuses et lourdement chargées de pierres précieuses, changent radicalement de style. Les pierres sont remplacées par d’autres matières moins nobles, comme l'émail, la pâte de verre et le strass, inventé quelques années plus tôt,.
Les poissardes apparaissent dans ce contexte, d’abord dans les classes populaires. Généralement assez grandes, elles sont néanmoins très légères du fait de l’utilisation de très fines épaisseurs d’or. Ces boucles d’oreille se démocratisent sous le Directoire puis le Premier Empire pour gagner l’ensemble de la société et certains pays voisins.
En France, la mode poursuit son évolution dans les années suivantes, en s'inspirant notamment des bijoux découverts lors des guerres napoléoniennes. Ramenées à Paris après la campagne d'Italie, les camées envahissent rapidement le marché des bijoux. Dans les cercles de pouvoir, le sacre de Napoléon marque également le retour des bijoux ostentatoires, en particulier les parures et les tiares.
Sans avoir jamais totalement disparu, les anciens modèles de boucles d'oreille datant de l'Ancien Régime sont adaptés aux techniques modernes. De nouvelles girandoles et pendeloques sont réalisées au moyen de techniques d'orfèvrerie économes (notamment le filigrane et la cannetille) et sont désormais serties de strass et de pierres semi-précieuses.
Au cours du XIXe siècle, les poissardes sont adoptées comme bijou traditionnel dans plusieurs régions de France. Des modèles de boucles d’oreille plus tardif leur ressemblent, notamment les boucles d’oreille dites briquet, sorte de poissardes miniature populaires en Auvergne et dans le Dauphiné.

## Description
La poissarde est une boucle d'oreille en forme d'anneau allongé ornée d'un motif décoratif plat sur sa face avant. L'anneau est renforcé en son centre par une entretoise en forme de S caractéristique. Ces boucles d'oreille sont équipées d'une charnière et s'insèrent dans l'oreille par l'arrière, la fermeture s'opérant sur la face avant du bijou. Comme de nombreuses boucles d'oreille de l'époque, elles sont souvent équipées d'un petit butoir en forme d'anneau rond situé juste derrière le lobe de l'oreille. Ce butoir permet de maintenir la boucle d'oreille verticale.

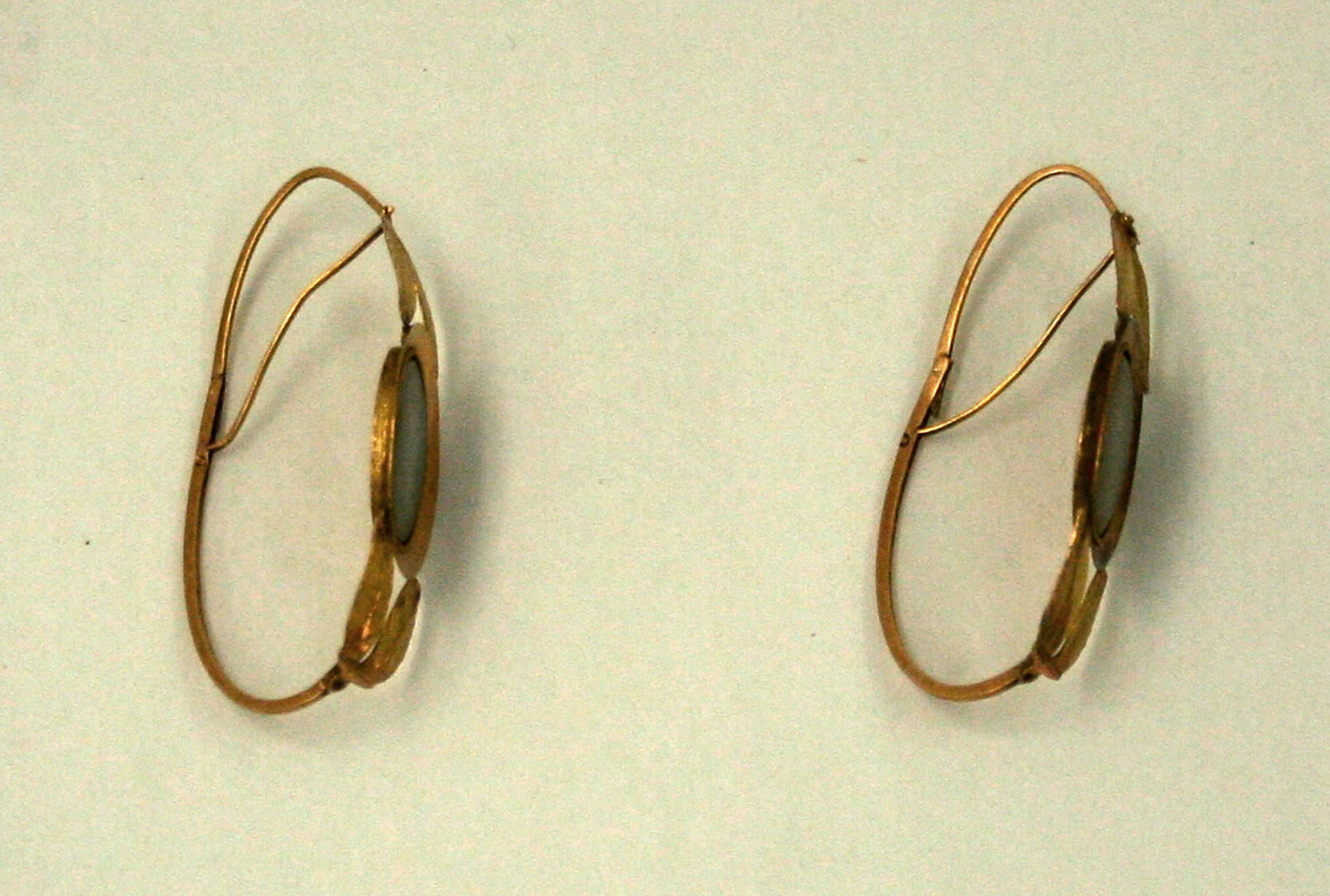
Paire de poissardes (France, 1804).
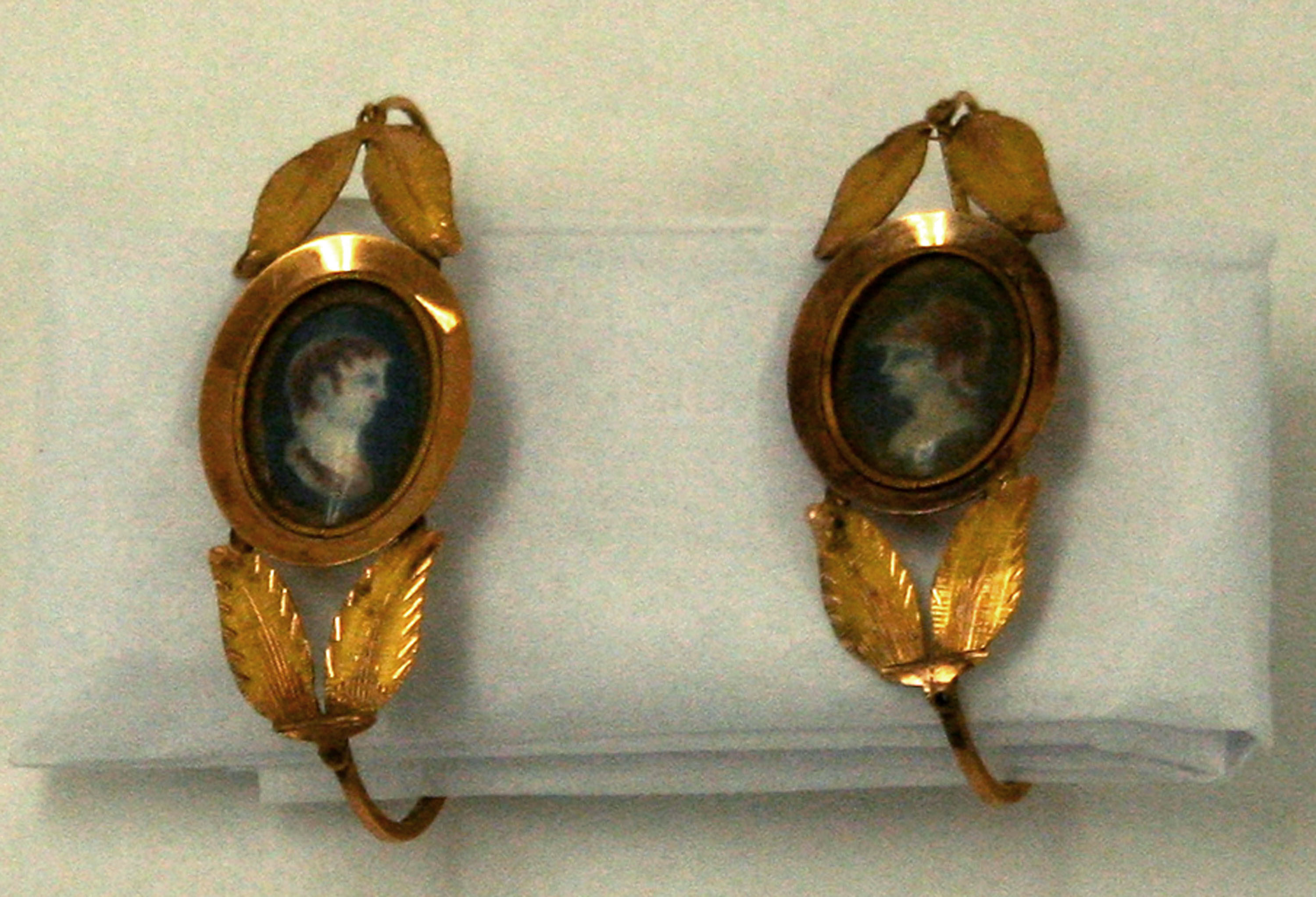
Paire de poissardes (France, 1804).
Petite poissarde minimaliste, sans entretoise (or et grenat, 1800).

## Dans la culture
- Dans plusieurs œuvres du dramaturge Ève Demaillot, le personnage Madame Angot est une poissarde, c'est-à-dire une vendeuse de marée aux halles. Ce terme était fréquemment employé vers la fin du XVIIIe siècle.
- Par extension, le théâtre poissard est un genre théâtral qui imite les manières et le langage du bas peuple des halles.